# Ненштеттен
Ненштеттен (нем. Neenstetten) — община в Германии, в земле Баден-Вюртемберг. 
Подчиняется административному округу Тюбинген. Входит в состав района Альб-Дунай.  Население составляет 827 человек (на 31 декабря 2010 года). Занимает площадь 8,30 км².